# Ellemelle
Ellemelle (en wallon El Mele) fait partie depuis la fusion des communes à la section de la commune belge d'Ouffet située en Région wallonne dans la province de Liège.
C'était une commune à part entière avant la fusion des communes de 1977. Elle faisait auparavant partie du canton de Nandrin, bordée au N-E par Tavier, au S-E par Ouffet, au sud par Warzée, au S-O par Seny, à l'ouest pas Fraiture et au N-O par Nandrin.

## Étymologie
Du wallon è l'(dans la) + mel - mella - melula (petite eau sombre)
"Dans la petite eau sombre"
Le village est traversé par un petit ruisseau.

### Forme ancienne
1250 Melle

### Palindrome
Le nom de ce village est un palindrome (il peut être lu dans les deux sens comme radar).

## Démographie
- Sources:INS, Rem:1831 jusqu'en 1970=recensements, 1976= nombre d'habitants au 31 décembre

## Histoire

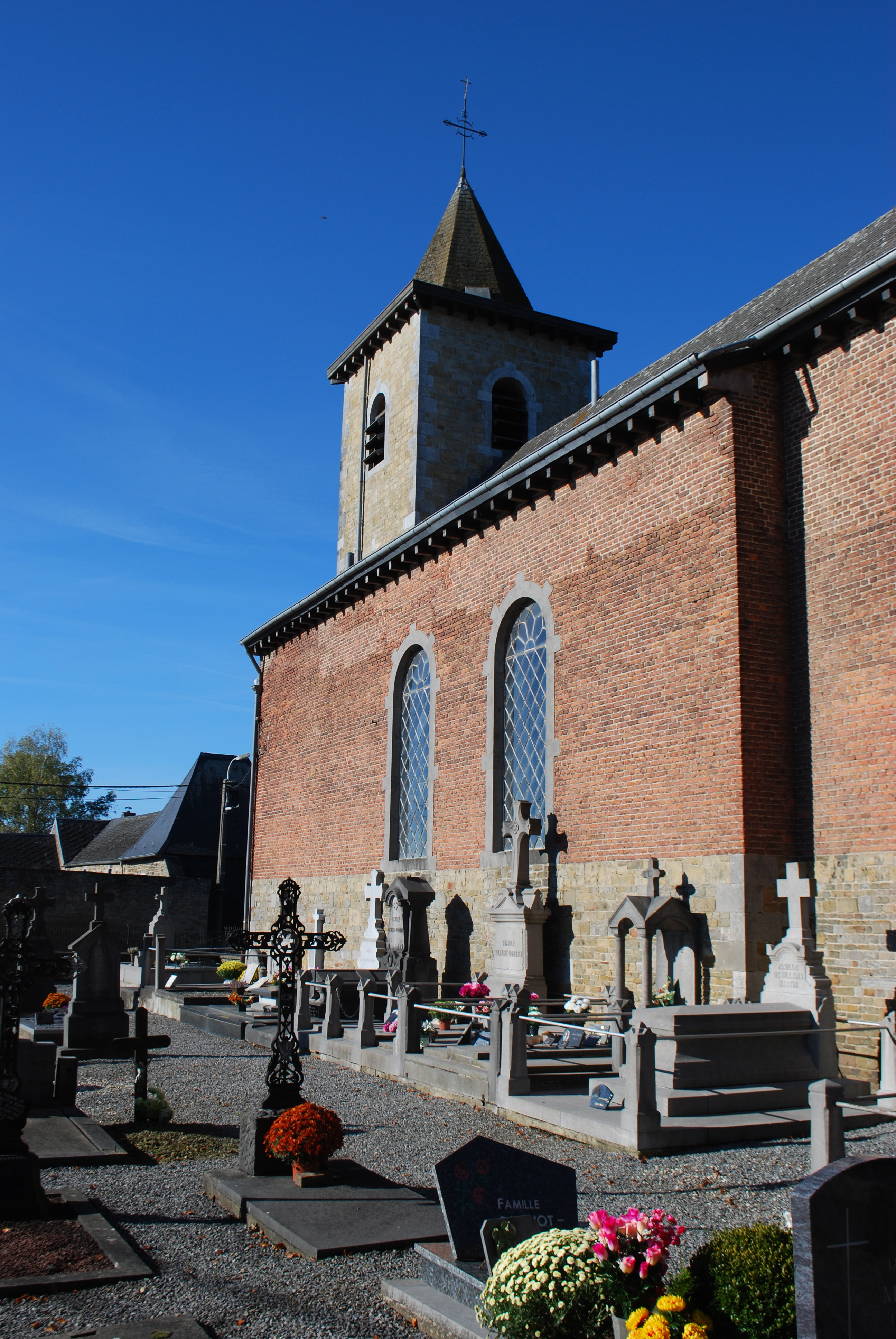
L'église Sainte-Anne.

Le site d'Ellemelle était déjà peuplé à l'époque préhistorique, puis les Francs s'y installent. Sur le territoire d'Ellemelle se trouve une pierre qui pourrait être un dolmen.
Le hameau de Houchenée lui fut adjoint sous le régime français.
Ellemelle tirait ses ressources de l'agriculture, puis au fil du temps le village est devenu résidentiel. Heureusement, une ferme, toujours en activité, laisse au village son caractère agricole.

## Patrimoine et culture

### Patrimoine architectural
L'église d'Ellemelle est dédiée à Sainte-Anne; ancienne paroissiale (1005), puis auxiliaire et déclarée indépendante en 1834. L'architecture de cette église la fait passer comme une des plus belles de la région.
La ferme d'Ellemelle.

## Vie associative
Une ASBL "Les Foyons" propose régulièrement des rencontres conviviales entre les habitants.